# Drużba Berdiańsk
Drużba Berdiańsk (ukr. ФК «Дружба» Бердянськ) – ukraiński klub piłkarski z siedzibą w mieście Berdiańsk, w południowo-wschodniej części kraju, działający w latach 1991–1996.

## Historia
Chronologia nazw:
- 1991: Drużba Osypenko (ukr. «Дружба» Осипенко)
- 1993: Drużba Berdiańsk (ukr. «Дружба» Бердянськ)
- 1996: klub rozwiązano

Drużyna piłkarska Drużba została założona w miejscowości Osypenko, w obwodzie zaporoskim, w marcu 1991 roku i reprezentowała miejscowy kołchoz "Drużba". Od początku rozgrywek w niezależnej Ukrainie w 1992 roku zespół debiutował w Przejściowej Lidze, 2 podgrupie. Od sezonu 1992/93 występował w Drugiej Lidze. Latem 1993 klub przeniósł się do pobliskiego Berdiańska i jako Drużba Berdiańsk kontynuował występy w Drugiej Lidze. Po zakończeniu sezonu 1995/96, w którym zajął 11. miejsce, z powodu problemów finansowych klub został rozwiązany.

## Sukcesy
- Druha Liha:

10. miejsce: 1993/94, 1994/95
- Puchar Ukrainy:

1/32 finału: 1992/93, 1993/94